# 叶夫根尼·康斯坦丁诺维奇·费奥多罗夫
叶夫根尼·康斯坦丁诺维奇·费奥多罗夫（俄語：Евгений Константинович Фёдоров；1910年—1981年）是苏联地球物理学家，苏联科学院院士，蘇聯英雄。

## 生平
1910年生于賓傑里。1932年毕业于圣彼得堡国立大学。1932年至1938年，他参与了北极探险考察项目，包括首个漂流考察站“北极点1号”的建立。回国后被授予苏联英雄荣誉称号，以及地球科学全博士学位。1938年加入联共（布）。1938年至1939年，他担任北极研究所所长。1939年至1947年担任苏联水文气象局局长。
1965年开始担任苏联保卫和平委员会副主席。1970年至1970年任世界和平理事會主席团成员。1976年入选苏联共产党中央委员会候补委员。1981年12月30日在莫斯科去世，享年71岁。